# 주말엔 나비인가봐
주말엔 나비인가봐는 대한민국의 라디오 채널 MBC 표준FM(수도권 FM 95.9MHz, 동두천 104.1MHz, AM 900kHz)에서 주말 저녁 8시 5분부터 밤 10시까지 방송된 대중음악 전문 라디오 프로그램이다.

## DJ
- 가수 나비 (여)

## 코너 소개
요일 코너
- 토요일 (1부, 2부) : 뭐라도 주나봐, 전국 추임새 대회
- 토요일 (3부, 4부) : 상암동 나비노래방, 토요일 토요일은 나비다
- 일요일 (1부, 2부) : 뭐라도 주나봐
- 일요일 (3부, 4부) : 상암동 나비노래방

## 같이 보기
관련 항목
- 음악

방송 프로그램
- KBS 뉴스특보 (KBS 보도본부 제작)
- 해피선데이 (KBS 예능본부 제작)
- 감성다큐 미지수 (KBS 2TV)
- 자이언트 펭TV (EBS 1TV)
- 히어로 써클 (EBS·스튜디오 티앤티 공동 제작)
- MBC 뉴스특보 (MBC 보도본부 제작)
- 실화탐사대 (MBC TV)
- SBS 뉴스특보, 그것이 알고싶다, 궁금한 이야기 Y, 신발 벗고 돌싱포맨, SBS 뉴스 이슈진단 (SBS TV)
- MBN 뉴스특보 (MBN)
- 이것은 실화다 (TV조선)
- 천일야사, 채널A 뉴스특보 (채널A)
- YTN 뉴스특보 (YTN)
- 연합뉴스TV 뉴스특보 (연합뉴스TV)
- 아르곤 (tvN)
- 진격의 언니들 (채널S)
- 정선희, 문천식의 지금은 라디오 시대, 손에 잡히는 경제, 두시만세, 배순탁의 B side, 문화야 놀자, 출발 주말세상 차미연입니다, 모두의 퀴즈생활 서유리입니다, 마음연구소 (MBC 표준FM)
- 라디오 고해소 비밀번호 1053 (cpbc FM)